# 태풍 미탁 (2019년)
태풍 미탁 (MITAG) 은 2019년 9월 28일부터 10월 3일까지 활동한 태풍이다. 이 태풍은 중국, 일본, 대한민국에 영향을 주었다. 미탁은 미크로네시아에서 제출한 이름으로 여자의 이름이다.

## 경로

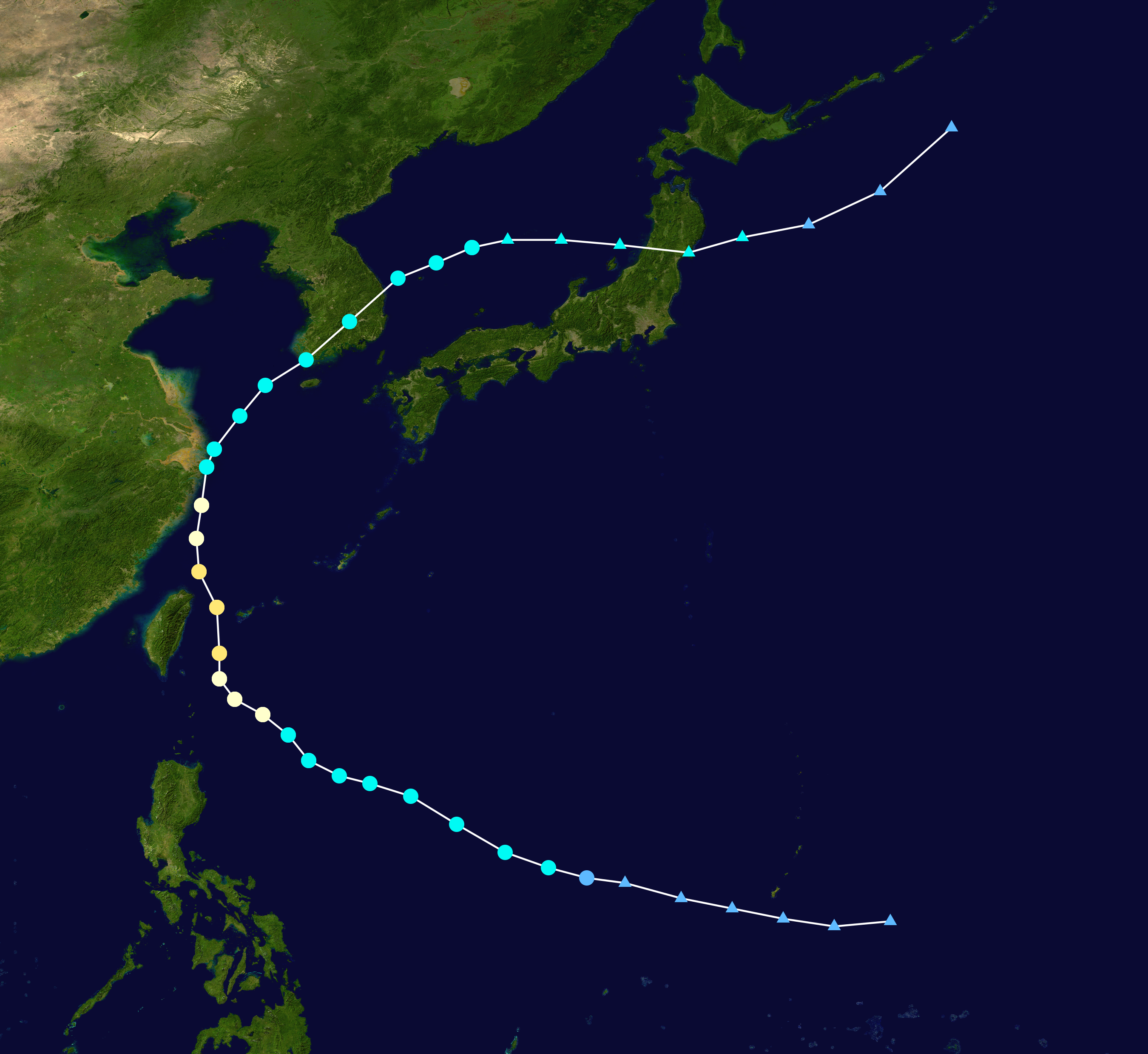
태풍 미탁의 경로

제18호 태풍 미탁은 9월 28일 오전 9시에 중심기압 1002hPa, 최대풍속 18m/s, 강풍 반경 390km, 크기 '중형'의 열대폭풍으로 필리핀 마닐라 동쪽 약 1,210km 부근 해상에서 발생하였다.(일본 기상청 태풍정보 속보치 기준) 발생 이후 서북서~북서진하며 서서히 발달하며 9월 30일 오후 8시 35분에 일본 요나구니섬을 통과한 뒤 9월 30일 오후 9시에 대만 타이베이 동남동쪽 약 150km 부근 해상에서 중심기압 965hPa, 최대풍속 39m/s, 강풍 반경 500km의 세력 '강', 크기 '대형'(일본 기상청 태풍정보 속보치 기준)의 태풍으로 최성기를 맞이하였다. 최성기 이후 계속 북진하면서 동중국해에 진출 한 뒤 진로가 많이 서편한 상태로 10월 1일 오후 3시에는 중국 저장성 타이저우 시 동쪽 해상을 상당히 근접해서 지났고, 10월 1일 오후 9시에는 중국 저장성 저우산 시 동쪽 해상을 상당히 근접해서 지나가면서 중국 육지와의 마찰로 인해 중심기압 980hPa, 최대풍속 31m/s의 세력(일본 기상청 태풍정보 속보치 기준)으로 급약화되었다. 그리고 급약화 된 이후 북위 29도에서 서서히 북동진으로 전향하기 시작하였다. 북위 30도를 넘어가며 빠른 속도로 북동진하면서 10월 2일 오후 3시에 중심기압 985hPa, 최대풍속 25m/s, 강풍 반경 440km(동쪽 반경)의 세력 '중', 크기 '중형'의 강한 열대 폭풍(세력은 일본 기상청 태풍정보 기준)으로 대한민국 제주도 서귀포 서쪽 약 170km 부근 해상에서 제주도에 최근접하였다. 제주도 최근접 이후 빠르게 북북동진하며, 10월 2일 오후 9시 40분에 중심기압 990hPa, 최대풍속 23m/s(한국 기상청 해석은 중심기압 985hPa, 최대풍속 24m/s), 강풍 반경 440km(동쪽 반경)의 세력 '약', 크기 '중형'의 열대 폭풍(일본 기상청 태풍정보 속보치 기준)으로 대한민국 전라남도 목포시 남쪽 약 30km 부근 육상(북위 34.5도, 동경 126.5도, 전라남도 해남군 육상)에 상륙하였다. 대한민국 전라남도 해남군에 상륙한 이후 10월 3일 0시에 대한민국 전라남도 보성군 부근 육상을 중심기압 990hPa, 최대풍속 23m/s, 강풍 반경 440km(동쪽 반경)의 세력 '약', 크기 '중형'의 열대 폭풍의 세력(일본 기상청 태풍정보 속보치 기준)으로 통과하였고, 10월 3일 오전 3시에 대한민국 경상북도 고령군 부근 육상에서 중심기압 994hPa, 최대풍속 21m/s, 강풍 반경 440km(동쪽 반경)의 세력 '약', 크기 '중형'의 열대 폭풍으로 더 약화되었다. 계속 북동진해서 10월 3일 오전 6시에는 대한민국 경상북도 울진군을 통과하였다.(진로와 세력 모두 일본 기상청 태풍정보 속보치 기준) 대한민국 경상북도 울진군을 통과한 뒤 북동진하며 10월 3일 오전 9시에 중심기압 992hPa, 최대풍속 21m/s, 강풍 반경 390km(동쪽 반경)의 세력 '약', 크기 '중형'의 열대 폭풍의 세력으로 대한민국 경상북도 울릉군 북서쪽 약 57km 부근 해상(동해)에 진출한 뒤 온대저기압화가 진행되어서, 한국 기상청 기준으로는 10월 3일 12시에 대한민국 경상북도 울릉군 북북서쪽 약 60km 부근 해상에서 중심기압 990hPa의 온대저기압으로 변질되었다. 일본 기상청 기준으로는 10월 3일 오후 3시에 대한민국 경상북도 울릉군 북동쪽 약 58km 부근 해상에서 중심기압 988hPa의 온대저기압으로 변질되었다.

## 기록
태풍 미탁의 중심이 통과한 일본 요나구니섬에서는 9월 30일 오후 6시 39분에 순간최대풍속 42.2m/s를 기록하였고, 9월 30일 오후 8시 31분에 최저해면기압 965.2hPa을 기록하였다. 태풍 미탁의 중심 부근에 들어간 일본 이시가키섬에서는 9월 30일 오후 7시 23분에 순간최대풍속 43.2m/s를 기록했다. 태풍 미탁의 영향으로 2019년 10월 2일 대한민국 경상북도 울진군의 일강수량이 332.9mm를 기록하며 10월 역대 최다 일강수량 기록을 경신하였다.

## 피해
태풍 미탁의 강풍과 폭우로 산사태와 여러 주택이 침수되고 무너지는 사건이 많이 발생하였다. 사망.실종은 11명으로 올해 태풍 피해가 가장 큰 태풍으로 올라왔다.게다가 예상 진로 경로와 실제 진로 경로와 많이 달라 더 큰 피해가 발생했다. 동해 해안가에는 온대저기압으로 변질된 미탁으로 인해 폭풍해일주의보가 발령되기도 했다.
또한 경상북도 영덕군 강구시장에서는 2018년 태풍 콩레이에 이어 10월에 2년 연속 침수피해가 발생하였다.

## 특징
태풍 미탁은 더 강력한 태풍 링링보다 인명피해가 더 많은 것이 특징이다.

## 같이 보기
- 2019년 태풍